# Papenveer

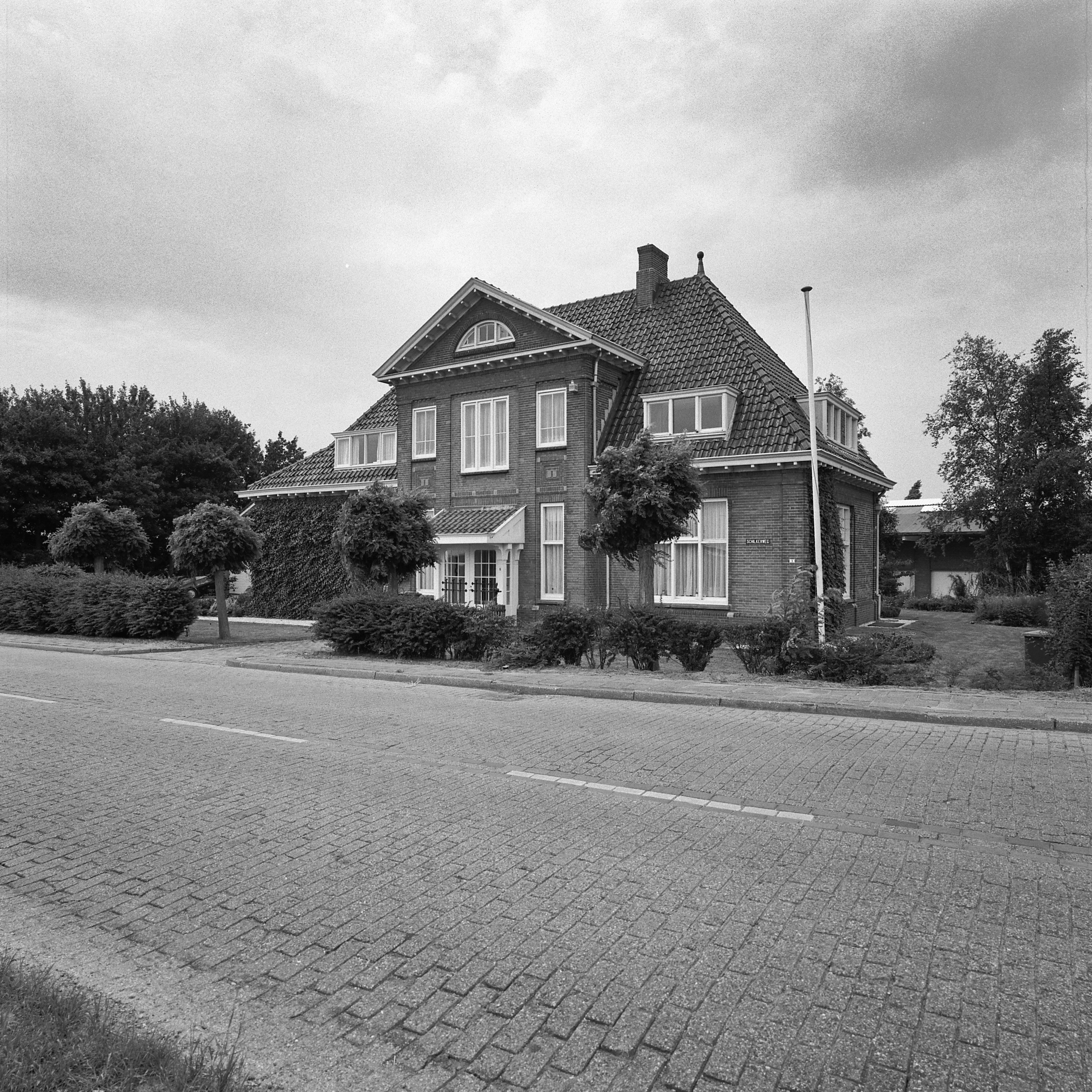
Voormalig station Ter Aar bij de groenteveiling te Papenveer in 1996.

Papenveer is een buurtschap in de gemeente Nieuwkoop in de provincie Zuid-Holland in Nederland. In 2022 telde de plaats 1140 inwoners.
De naam Papenveer is afkomstig van de katholieke inwoners van het gebied die in de 19e eeuw Papen werden genoemd. De plaats is van oudsher bekend als vestigingsplaats voor groentetelers.
In de nabijheid van de plaats liggen de rivier de Aar en het Aarkanaal. Dat laatste water werd vooral bevaren in de tijd dat de schepen nog klein genoeg waren.
In het verleden liep er een stoomtreinverbinding naar Papenveer vanaf het station Nieuwveen aan de spoorlijn Uithoorn - Alphen aan den Rijn. In tegenstelling tot de naam (station Ter Aar) lag het niet bij Ter Aar, maar bij de groenteveiling te Papenveer. Het station werd geopend op 2 januari 1918 en gesloten op 1 januari 1936. Op het spoorwegtracé werd een weg aangelegd. Het stationsgebouw dateert van 1913. Het gebouw wijkt veel af van de meeste stationsgebouwen van de HESM. Tegenwoordig is het pand als woonhuis ingericht.